# Zoothera terrestris
Zoothera terrestris là một loài chim trong họ Turdidae.